# Tiraspolul Nou
Tiraspolul Nou este un oraș în Unitățile Administrativ-Teritoriale din Stînga Nistrului Republica Moldova, 